# Feniseca tarquinius
Feniseca tarquinius là một loài bướm thuộc họ Lycaenidae, và cũng là loài duy nhất trong chi Feniseca. Nó được tìm thấy ở Bắc Mỹ.
Sải cánh dài 23–32 mm.
Ấu trùng ăn various aphids, such as Neoprociphilus, Pemphigus, Prociphilus và Schizoneura.

## Hình ảnh

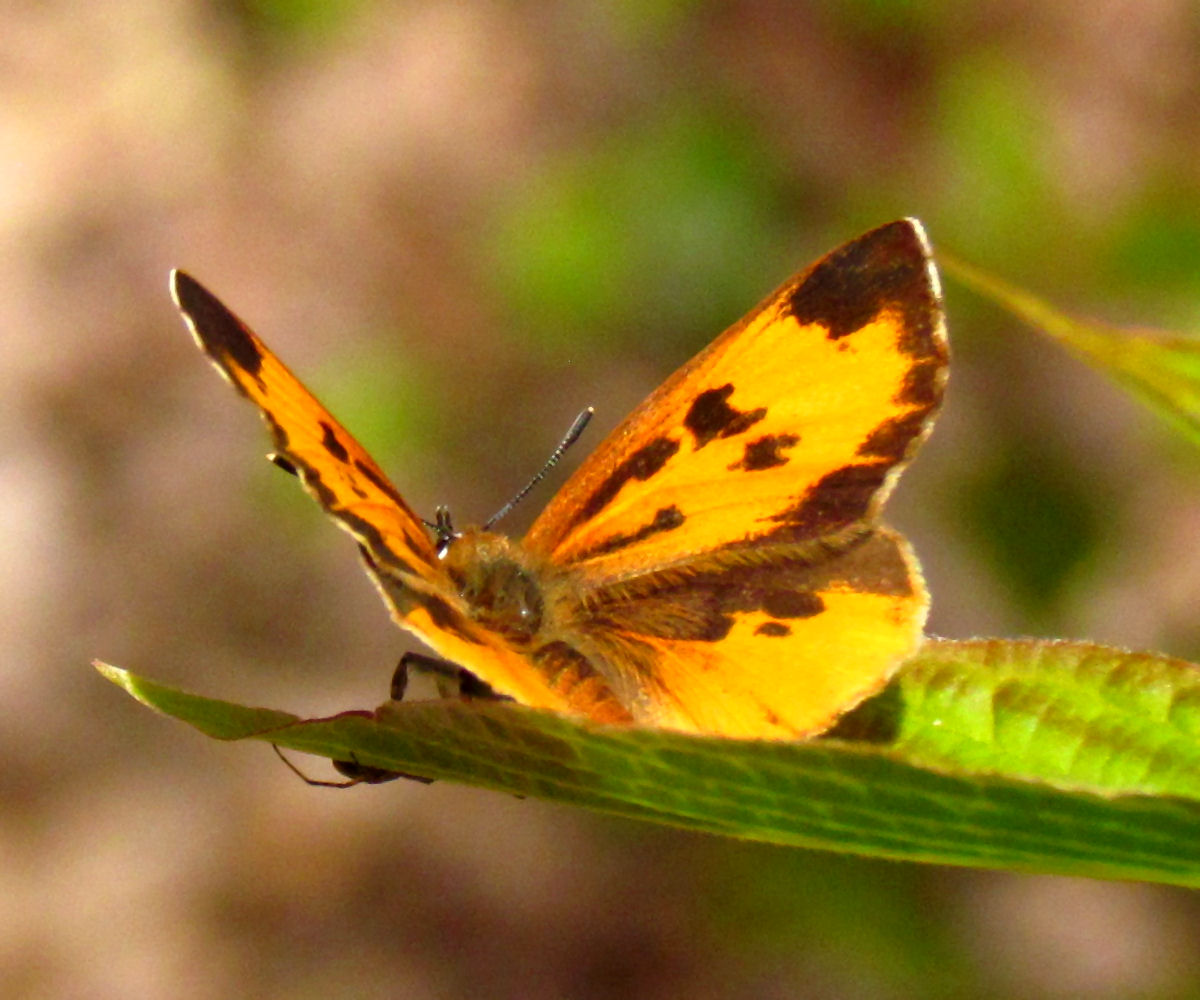
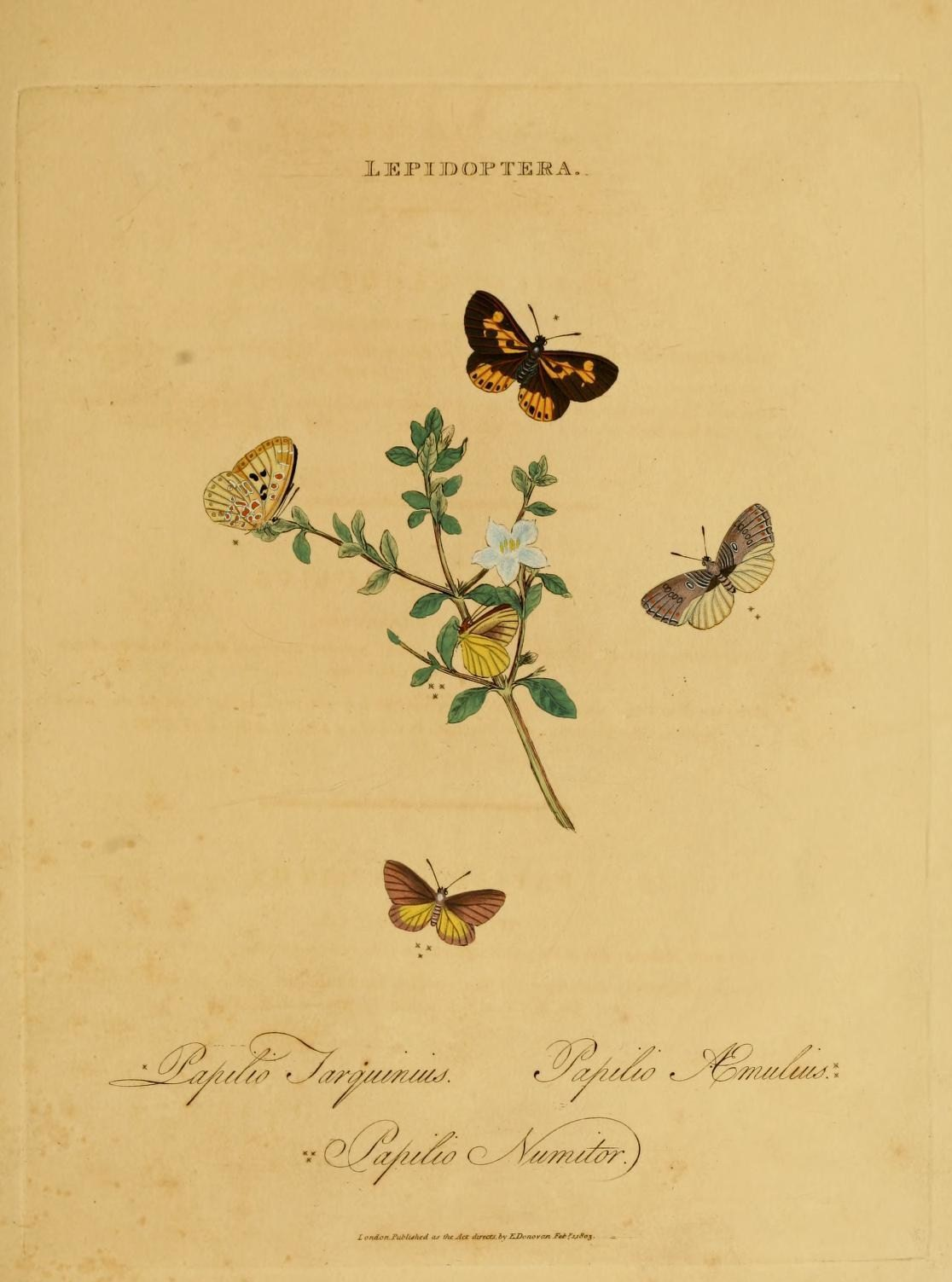
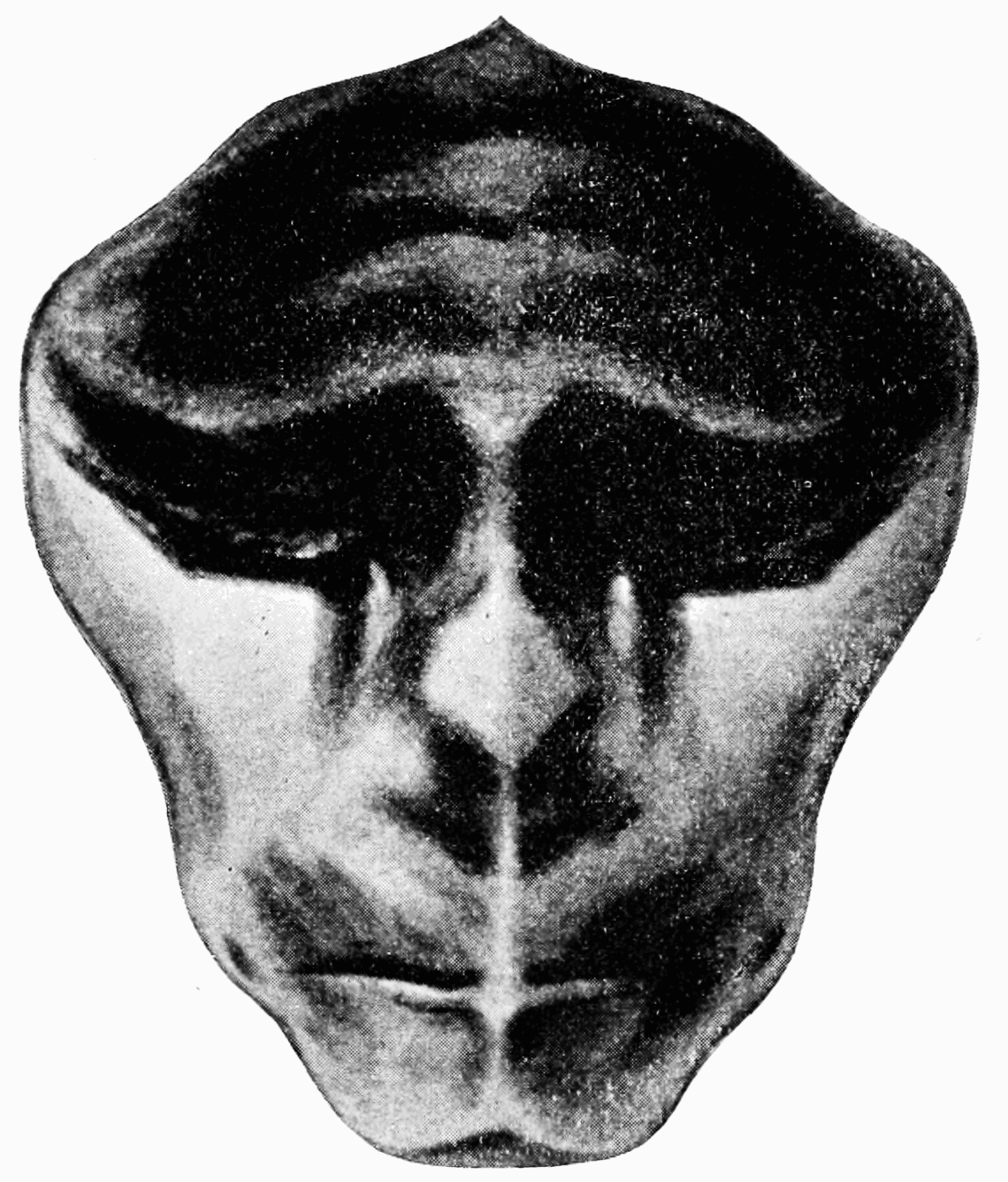
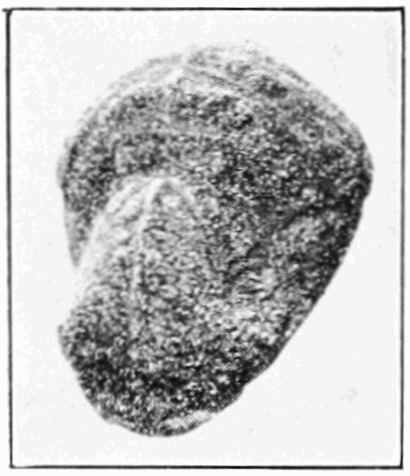